# 광학

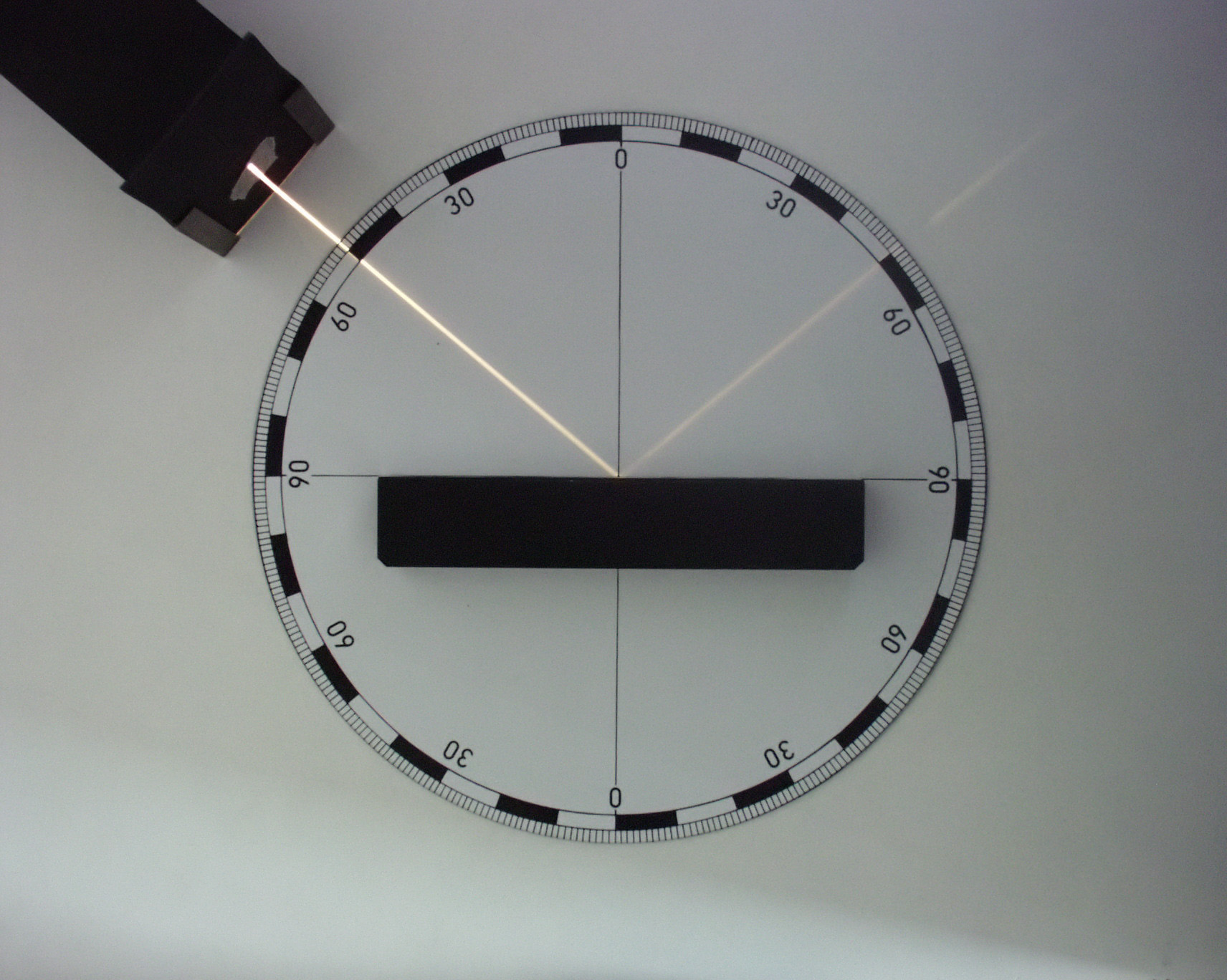
거울에 반사되는 빛의 입사각과 반사각

광학(光學, optics)은 빛의 특성을 연구하는 학문이다.

## 역사
인류 문명의 초기부터 빛은 물리학, 철학, 의학, 신학 등 여러 학문에 걸쳐 언급되었고 연구되었다. 유클리드는 그의 저서를 통해 빛의 직진성과 반사법칙 등을 언급하였고 아리스토텔레스, 프톨레마이오스 등도 빛의 성질을 다루었으며 중세의 베이컨, 비텔로 등의 철학자들 또한 빛의 성질에 관심을 보였다. 중세 이슬람의 과학자 알하이탐은 《광학의 서》에서 직접 관찰한 빛의 직진, 분산, 반사, 굴절 등과 같은 현상을 기록해 놓았다. 알하이탐의 《광학의 서》는 1270년 라틴어로 번역되어 유럽의 과학 연구에 많은 영향을 주기도 하였다.
그러나 광학이 체계적으로 연구되기 시작한 것은 17세기 이후의 일로써, 안경 제작자였던 한스에 의해 망원경이 세상에 알려지면서 갈릴레이, 요하네스 케플러, 데카르트 등이 이를 발전시켰다. 당시에는 빛이 에테르(ether)라는 가상의 매질을 통해 전파된다는 에테르 설이 지배적이었다. 이후  아이작 뉴턴은 태양광을 프리즘에 통과시켰을 때 굴절률에 따라 색상이 분해된다는 것을 관찰하였고, 1704년 《광학》을 출판하면서 빛을 일종의 입자로 설명하였다. 한편, 크리스티안 하위헌스는 빛을 파동으로 여겼고, 이를 바탕으로 빛의 반사와 굴절을 완벽하게 설명하는 수리 모형을 수립하였다.
빛이 입자인지 파동인지에 대한 논란은 이후에도 20세기 초까지 계속되었다. 뉴턴이 입자설을 제기하였으나, 빛은 파동의 성질을 갖는 것이 명확했기 때문이다. 토머스 영은 이중 슬릿 실험으로 간섭 효과를 확인하여 빛이 파동이라는 것을 뒷받침하였고, 에드몽 베크렐의 전기에 의한 발광 실험, 패러데이의 자장에 의한 빛의 편광 실험 등에서 나타난 바를 토대로 맥스웰은 빛 역시 전자파의 일종이라는 사실을 밝혀내었다. 그러나, 아인슈타인은 광전 효과 실험을 통하여 빛이 입자라는 것을 뒷받침하였다. 빛이 입자로서의 성질과 파동으로서의 성질을 모두 갖고 있다는 것을 모순 없이 설명하는 것은 양자 역학이 수립된 이후에야 가능하였다. 현대 물리학에서는 빛이 맥스웰 방정식을 만족하는 전자파의 성질을 갖는 동시에, 다른 물질과 상호 작용할 때에는 양자화된 에너지의 특성이 나타나 입자적 성질을 보여준다고 설명하고 있다.

## 분야
광학의 세부분야로 기하광학, 파동광학, 분광학, 양자광학, 비선형광학, 광유전학 등이 있다. 기하광학은 빛의 입자성에 바탕을 두고 진공과 매질 속에서 빛이 지나가는 경로에 관심을 두고 기술하는 분야이고, 파동광학은 빛의 파동성에 바탕을 두고 호이겐스의 원리를 기본으로 회절, 간섭 등의 특성을 기술한다. 분광학은 빛이 매질을 통과하면서 나타나는 여러 현상들을 분석하여 물질의 특성을 연구하는 분야이고, 비선형 광학은 매질 속에서 강한 세기의 빛이 반사 혹은 투과될 때 그 진동수가 두배 혹은 그 이상의 정수배에 해당하는 빛이 나오는 현상을 바탕으로 분광학과 함께 물성연구 등의 다양한 응용이 기대되는 분야이다. 양자광학은 양자 역학에 의해 밝혀진 빛알(혹은 광자, photon)로서의 빛의 성질을 기술하는 분야로 최근 각광받고있는 양자컴퓨터와 관련하여 활발한 연구가 진행 중인 분야이다. 광유전학은 빛으로 뇌를 조종하는 분야다. 이 밖에도 색채론 등이 있다.
일반적으로 광학적 현상을 설명하는 방법으로는 빛을 전자파, 즉 전자기의 파동으로 보아 맥스웰의 방정식에 기반하여 설명하는 방식인 파동광학, 즉 물리 광학과, 빛을 직진하는 광선으로 파악하여 기하학적 도형으로 설명하는 기하 광학이 사용된다. 물리 광학은 빛의 위상이나 편파와 같은 복잡한 현상을 감안하여 빛의 운동을 정확히 기술할 수 있으나, 매우 복잡한 수학을 사용하여야 한다는 단점이 있다. 빛을 받는 물체의 크기가 파장보다 충분히 크면 기하학적 모형으로도 비교적 정확한 결과를 얻을 수 있기 때문에 간단한 예측에서는 기하 광학이 많이 사용되지만, 기하 광학은 간섭 효과나 회절, 위상과 같은 것은 무시하기 때문에 정밀한 계산 작업에서는 사용되지 않는다.